# 火力発電所

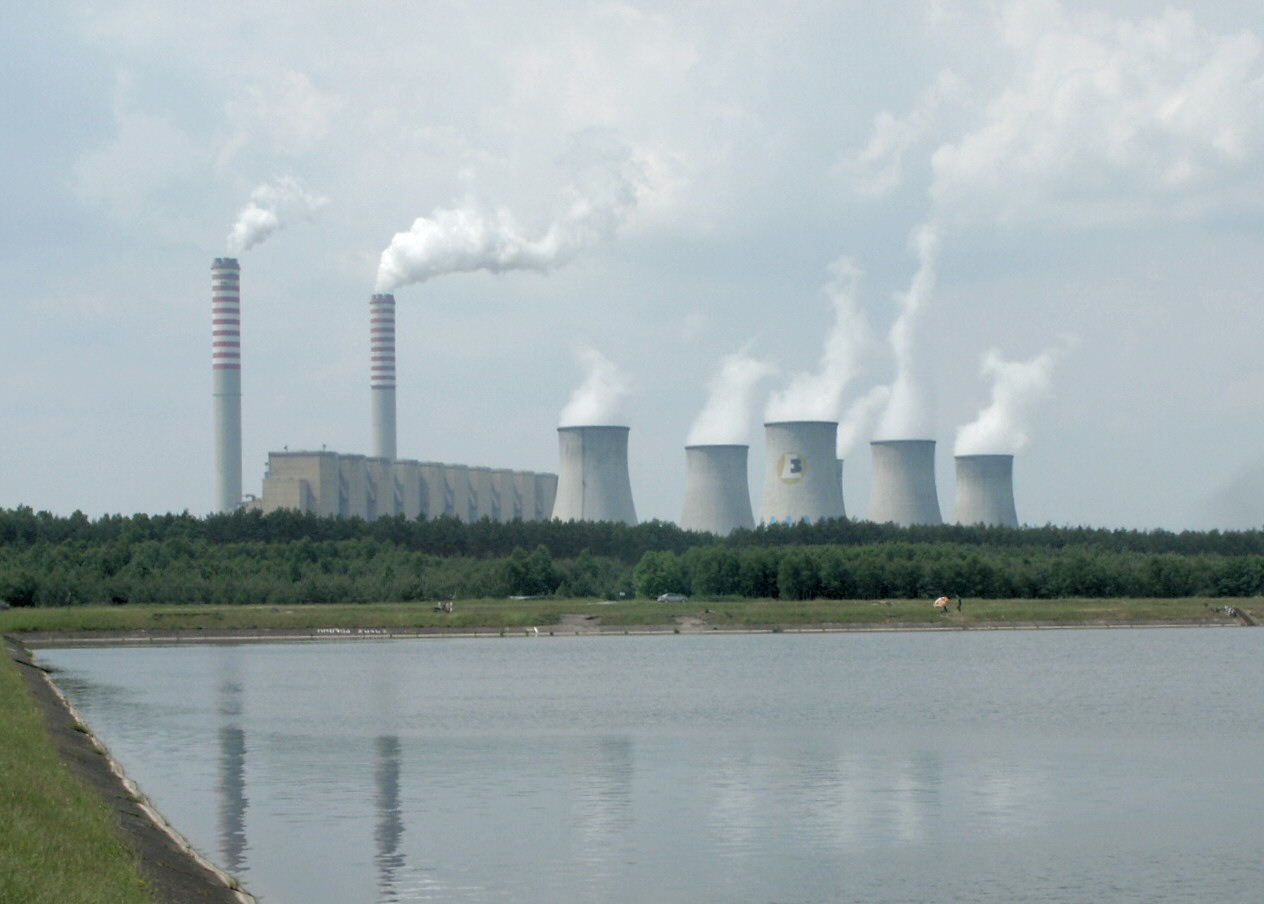
ベウハトゥフ発電所（ポーランド）

火力発電所（かりょくはつでんしょ、thermal power station）とは、石炭、石油、天然ガスなどを燃料とする火力発電による発電設備がある発電所を指す。火発（かはつ）という略称が用いられることもあるものの、報道での使用頻度は水力発電所を表す「水発」（すいはつ）と共に、原子力発電所の「原発」に比べると少ない。

## 火力発電所の歴史
世界初の商用発電所は、トーマス・エジソンにより建設され、1882年9月から稼働したニューヨーク・マンハッタンのパール・ストリートの火力発電所であった。当時の動力は石炭燃料による175HPの往復動式蒸気機関であった。電灯需要地に近いエリアへ直流送電するため都市内に建設されたものである。
1880年代後期にはニコラ・テスラとウェスティングハウス・エレクトリックによる高圧交流送電技術の実用化が進み、火力発電所も都市外縁部や郊外で冷却水の確保に有利な河川沿いや沿海部に展開されるようになった。またこれと軌を一にした水力発電技術の進歩、長距離高圧送電技術の向上に伴い、世界各国で火力発電と水力発電を併用して需給調整に応える手法が広まった。
その後、より高速で大型化に適した蒸気タービンが1890年代以降に実用化され、火力発電に利用されるようになると、火力発電所の大型化が進んだ。水力発電に比して立地の自由度が高いこと、石炭のほかに石油・天然ガスなど多様な燃料を利用し得ること、需要に応じた拡張が技術的に容易なことから、水力発電の好適地以外では発電手段の主流となっている。
1970年代には石油危機により石油代替エネルギーとして原子力発電の利用が促進されたものの、1990年代以降になると先進国での原子力開発が鈍化した結果、原子力発電の伸び率は年平均約0.6%と鈍化した。
2016年の世界の電源設備容量の発電設備構成の比率では火力発電が最も大きく61.6％となっている。また、2016年の世界の発電電力量では、石炭火力が38.4%、石油火力が3.7%、ガス火力が23.2%という比率となっている。
2010年代には地球温暖化対策の視点などから、二酸化炭素の排出量の多い石炭火力からの脱却が求められるようになった。2016年に行われた第22回気候変動枠組条約締約国会議（COP22）に合わせ、フランスは2023年、イギリスは2025年、カナダは2030年までに石炭火力を廃止する方針を打ち出したが、日本は東日本大震災の影響で原子力発電所の再開ができず、代替エネルギーの確保に追われていた状況から抜本的な方針を打ち出せずにいた。ようやく2018年に新規石炭火力発電所の設置に規制を掛ける方針を示したが、2019年の第25回気候変動枠組条約締約国会議（COP25）では、集中的な非難を浴びることとなった。
2017年に誕生したアメリカのドナルド・トランプ大統領は、地球温暖化問題に懐疑的で、従来型の経済活動を阻害するパリ協定から離脱するなど二酸化炭素の排出問題に後ろ向きな姿勢を示していたが、同時期、アメリカ国内ではコスト的な問題などから多くの石炭火力発電所が閉鎖されていった。トランプ大統領が2020年アメリカ合衆国大統領選挙で敗れ、ジョー・バイデン政権が誕生するとアメリカも政策転換が図られ、世界的に石炭火力発電所の風当たりは増すこととなった。

## 火力発電所の分類

### 発電方法による分類

#### 汽力発電所
燃料の燃焼で放出される化学エネルギーで水蒸気を作り、蒸気タービンを回転させることによる、汽力発電の設備を持つ発電所。発電技術の発展とともに大容量化が進み、現在では1基あたりの出力は105万kW級が日本国内で最大である。なお単に汽力発電と言った場合には、原子力発電・地熱発電・太陽熱発電も含まれる。
- 採用例
  - 北海道電力 苫東厚真発電所 4号機 (70万kW）
  - JERA
    - 姉崎火力発電所1号機（60万kW）：日本初の超臨界圧ボイラーおよび蒸気タービンを採用。
    - 碧南火力発電所3号機（70万kW）：日本初の超々臨界圧ボイラーおよび蒸気タービンを採用。
    - 鹿島火力発電所5、6号機（各100万kW）：日本初の100万kW機。

  - 電源開発（J-POWER） 橘湾火力発電所1、2号機（各105万kW）：単機出力は火力発電所では日本国内最大[10]。

#### 内燃力発電所
燃料の燃焼で放出される化学エネルギーで内燃機関を回すことによる、内燃力発電の設備を持つ発電所。
使用される内燃機関はディーゼルエンジンが主流であり、ガスエンジンやガスタービンを使用している発電所もある。
始動性が良く、需要調整が最も容易であることや、小規模需要向けの発電施設を作りやすいことから、佐渡島や沖縄諸島、小笠原諸島など、離島の電源、発電所の非常用電源として設置されている。
1900年代-1920年代には石炭ガスを燃料に、気筒数の少ない巨大なガスエンジンを動力に用いた、当時の汽力発電所に比肩する出力の内燃力発電所が都市近郊に建設された時代もあった。だがこの当時の低速ガスエンジンは騒音・振動が大きく、発電所外にまで騒音が響いたり、発電所のコンクリート建築に亀裂が生じるほどの影響があったため、汽力発電を代替する存在とはならずに衰退した。内燃力発電所が広く用いられるようになったのは、内燃機関の高速・低振動化が進んで以降である。
- 採用例
  - 東北電力ネットワーク 両津火力発電所1、3 - 9号機（計5.3万kW）：内燃力発電所（ディーゼル発電）では日本最大級の発電規模。
  - 北海道電力 音別発電所1、2号ガスタービン（計14.8万kW）：ガスタービン発電所。
  - 関西電力 関西空港エネルギーセンター1、2号ガスタービン（計4万kW）：ガスタービン発電所。
  - 東京電力 横須賀火力発電所1、2号ガスタービン（計17.4万kW）：同発電所は汽力発電がメイン。ガスタービン発電設備は予備的な存在。1号ガスタービンは非常用。
  - 沖縄電力 牧港火力発電所1、2号ガスタービン（計16.3万kW）：同発電所は汽力発電がメイン。ガスタービン発電設備は予備的な存在。

#### コンバインドサイクル発電所
ガスタービンの排熱で汽力発電も行う、コンバインドサイクル発電の設備をもつ発電所。
2重に発電を行うため、他の発電方法と比べ熱効率が高く、ガスタービンであるため始動性も良い。
ガスタービンと、蒸気タービンを組み合わせた小容量のユニットを複数設置し、3 - 6台ずつグループとして運用するため、起動・停止や出力の変化が速い。
系列あたりの出力は大容量でありながら、上記運用方法により効率の低下が少ないという特徴がある。
- 採用例
  - 北海道電力 苫東厚真発電所3号機（8.5万kW）：商用では世界初の加圧流動床複合発電(PFBC)方式を採用。※2005年10月廃止
  - JR東日本 川崎火力発電所1号機（14.42万kW）：日本初のコンバインドサイクル発電方式を採用。
  - 東北電力 東新潟火力発電所3号系列（121万kW）：日本初の大容量コンバインドサイクル(CC)発電方式を採用。
  - 中国電力 柳井発電所2号系列（70万kW）：日本初の1,300℃級改良型コンバインドサイクル(ACC)発電方式を採用。
  - JERA
    - 川崎火力発電所1号系列（150万kW）：日本初の1,500℃級コンバインドサイクル(MACC)発電方式を採用。
    - 知多第二火力発電所1、2号機（各85.4万kW）：ガスタービン発電設備を追設し排気再燃型1,300℃級ACC方式に変更。

  - 中国電力 水島発電所1号機（28.5万kW）：設備更新で1,400℃級ACC方式に変更。

### 燃料の種類による分類

#### 石炭火力発電所
火力発電の黎明期から使用されている。2017年時点で世界の電気の38％（最大の割合）が石炭で作られている。日本ではかつて国内炭使用であったが、近年は海外炭であるほか、細かな粉末（微粉炭）にして燃焼している。オイルショック以降、石油火力から転換した発電所も多い。中には石炭から石油に転換後、石炭に再転換した発電所もある。
石炭は世界に広く分布するため、燃料の安定供給性や経済性に優れ、ベースロード電源として運用されている。近年は石油火力に代わって建設された60 - 100万kW級の大型火力が主力である。
発電効率向上のため、近年では超々臨界圧（蒸気温度593℃以上、蒸気圧力24.1MPa以上）のボイラーおよび蒸気タービンを採用している。
石炭を燃焼させた後の灰（フライアッシュ）はセメントの原料として外部に売却されるほか、埋立用としても使用される。

石炭火力は二酸化炭素(CO2)など温室効果ガスの排出量が最も多いため、地球温暖化対策の足かせになっている。その対策として発電効率の向上やCO₂ の分離・回収・貯留技術の推進などが行われている。
また、煙突よりばい煙を噴出し公害をイメージするものとして描かれる事が多かったが、日本では集塵装置を始めとする諸設備により大気汚染防止対策が採られている。一方、こうした対策が講じられていない国も多くあり、中国の例では2011年に北京市、天津市、河北省に存在する発電所のばい煙により、呼吸器疾患等で9,900人が死亡したとするデータもある。
- 採用例
  - 北海道電力 苫東厚真発電所1,2,4号機 (総出力165万kW）
  - JERA 碧南火力発電所1 - 5号機（計410万kW）：石炭火力では日本最大の発電量。3号機は日本初の超々臨界圧ボイラー[13]および蒸気タービンを採用。
  - 電源開発（J-POWER）
    - 松島火力発電所1、2号機（各50万kW）：石炭火力では日本初の超臨界圧ボイラー[13]および蒸気タービンを採用。日本で初めて海外炭を使用。
    - 松浦火力発電所1号機（100万kW）：1号機は石炭火力では日本初の100万kW機[13]。2号機は主蒸気圧力24.1Ｍ㎩、主蒸気温度593℃、再熱蒸気温度593℃を達成した世界初の大規模超々臨界圧火力発電所[13]。
    - 橘湾火力発電所1、2号機（各105万kW）：単機出力は火力発電所では日本国内最大。

| 1. 冷却塔        | 10. 蒸気調圧弁   | 19. 過熱器               |
| 2. 冷却水ポンプ  | 11. 高圧タービン | 20. 強制通風ファン       |
| 3. 送電線 (三相) | 12. 脱気器       | 21. 再熱器               |
| 4. 変圧器 (三相) | 13. 給水加熱器   | 22. 空気取入口           |
| 5. 発電機 (三相) | 14. 石炭コンベア | 23. 節炭器(エコノマイザ) |
| 6. 低圧タービン  | 15. 石炭ホッパー | 24. 空気予熱器           |
| 7. 復水ポンプ    | 16. 微粉炭機     | 25. 集塵装置             |
| 8. 復水器        | 17. ドラム       | 26. 誘引ファン           |
| 9. 中圧タービン  | 18. 灰貯留ホッパ | 27. 煙突                 |

石炭火力発電所模式図

日本の発電用石炭の輸入相手国は、オーストラリア 72％、ロシア 13％、インドネシア 9％、アメリカ合衆国 3％、カナダ 2％、その他 1％である。

#### 石油火力発電所
主に重油を燃料とする発電所が大半を占める。原油や軽油、灯油を燃料とする発電所も存在する。かつてはナフサも使用されていた。アスファルト・ピッチの利用も進められている。
日本では第二次世界大戦以降、急速に普及し1970年代前半には石油火力が大半を占めていたが、オイルショック以降、他の燃料への代替が進んでいる。
現在では石油火力発電所の新設が原則として禁止されており（後述）、老朽化した旧式の発電設備が多く効率も悪いため、稼働率低下の一因となっている。
石炭火力と比べ、出力の調整など柔軟な運用に対応しやすいため、ピーク電源及び調整電源として運用されている。
近年の原油高により、他の燃料よりコストがかかるほか、化石燃料の中では最も産出国の事情に左右されやすく安定供給に問題がある。
- 採用例
  - 中部電力 三重火力発電所4号機（12.5万kW）：日本初の重油専焼火力。※1989年廃止
  - JERA
    - 姉崎火力発電所1号機（60万kW）：日本初の超臨界圧ボイラーおよび蒸気タービンを採用。
    - 鹿島火力発電所1 - 6号機（計440万kW）：石油火力では日本最大の発電量。5、6号機は日本初の100万kW機。

  - JR東日本 川崎火力発電所1号機（14.42万kW）：日本初のコンバインドサイクル発電方式を採用。

#### 天然ガス（LNG）火力発電所
オイルショック以降、普及や燃料転換が進み、現在では火力発電の中で最も比率が高い。天然ガスは、都市ガスの最主力燃料でもあるため、発電所の天然ガス受け入れ設備をそのまま都市ガスとして供給しているところがほとんどである。ガス事業者への売却という所もあれば、発電所敷地内の天然ガス受け入れ設備のみを電力会社とガス事業者の合併会社が運営しているところもある。発電効率向上のため、近年ではガスタービン発電設備と汽力発電設備を組み合わせたコンバインドサイクル発電方式が導入されている。コンバインドサイクル発電を採用している場合、運転・停止が短時間で容易にでき、需要の変化に即応した運転が可能であり、ミドル電源として運用されている。LNG（液化天然ガス）は、ガスを液化する際にガス中の「ちり」、燃焼時に硫黄分などの不純物を取り除いているため、硫黄酸化物や煤塵の発生がなく、環境負荷が少ない。LNGの貯蔵設備やパイプラインの敷設など、付随設備の建設に時間・コストがかかる。なお、気化作業を近隣のガス会社に委託している発電所もある。
- 採用例 
  - JERA
    - 富津火力発電所1 - 4号系列（計566万kW)
    - 袖ケ浦火力発電所2 - 4号機（各100万kW)
    - 南横浜火力発電所1、2号機（各35万kW) 世界初のLNG専焼火力
    - 川越火力発電所1、2号機（各70万kW）：日本初の二段再熱式超々臨界圧ボイラーおよび蒸気タービンを採用

  - 東北電力 東新潟火力発電所3号系列（121万kW）：日本初のLNGコンバインドサイクル発電方式を採用

- 採用予定
  - 北海道電力 石狩湾新港発電所1、2、3号機（各56.94万kW）： 1号機 2019年2月運転予定

#### 混焼火力発電所について
以前は、石炭・石油混焼火力は少なからず存在したが、現在ではほとんどが廃止されている。石炭専焼火力から転換した発電所が多い。
石油・LNGガス混焼火力も、石油専焼火力から転換した発電所が多い。
石炭専焼火力でも助燃材として重油、原油を使用している。
各電力会社では、二酸化炭素の排出量を削減する目的で石炭火力発電所での木質バイオマスの混焼を進めている。
- 採用例
  - 東北電力 新潟火力発電所1号機（12.5万kW）：日本初の重油・天然ガス混焼火力。※1984年廃止
  - JERA 姉崎火力発電所1 - 4号機（各60万kW）：重油・原油・LNG混焼火力。
  - 北陸電力 富山新港火力発電所石炭1、石炭2号機（各25万kW）：石炭・重油混焼火力。
  - 四国電力 西条発電所1号機（15.6万kW）、2号機（25万kW）：日本初の石炭・木質バイオマス混焼火力。
  - 北海道電力 知内発電所2号機（35万kW）：日本初の重油・オリマルジョン混焼火力。

#### アンモニア火力発電（開発中）
アンモニア（NH3）は大気中では、4NH3＋3O2→2N2＋6H2O の様な反応で燃焼し、二酸化炭素（CO2）を出さない火力発電として低炭素社会を目指すため現在研究開発が進んでいる。天然ガスなど他の燃料と混合して燃焼させるものと、アンモニア単体で燃焼させるものがある。三菱パワーが2021年3月1日に開発した燃料としてアンモニアを100％使用するガスタービンとしては一基で4万kWと世界最大級であり、2025年以降の実用化を目指している。
- アンモニア発電の課題[19]
  - アンモニア発電は燃焼時の窒素酸化物が問題となってる、しかしそれも開発により発生を軽減出来るようになってきている。
  - 燃料のアンモニア生成時に大量のエネルギーを消費し、エネルギー損失が大きいとされていたが、新たな触媒の発見などによりエネルギー損失は小さくなってきている。
  - アンモニアには毒性があり、高濃度のアンモニアを吸い込むと危険である。約0.7ppm以上で目などの粘膜害を与えるため、許容濃度を25ppm（8時間）としている。しかし、アンモニアは強い臭いを発するので、少量でも漏れれば直ぐに気づき、水に溶けやすいので漏れたとしても対処はしやすい。

## 日本の火力発電所

### 概要
日本で火力発電所を所有している主な発電事業者には、JERA、関西電力、東北電力、電源開発などがある。
またJR東日本（川崎市川崎区）のように自家用発電所を持つ企業も少なくない。電力需要が大きかったり蒸気を多用する工場の中には、ボイラーなどによる火力発電施設を設けて自社工場内の需要を賄い、これらの施設が火力発電所と呼ばれる事があり、一部では余剰電力の売電まで行っている。電力自由化以降は、神戸製鋼所や新日鐵住金（現・日本製鉄）などは新たに火力発電所を建設して、積極的に発電事業に参入している。
日本国内では、1970年代前半には石油による発電が大半を占めていたが、オイルショック以降、他の燃料への代替が進み、石炭や天然ガスによる発電量が増加した。さらに、1990年代後半の電力自由化によって価格の安い石炭にシフトする傾向がある。2004年度では、火力発電の内訳は石炭と天然ガスがそれぞれ40%強、石油は15%弱となっている。
また発電コストは、2011年12月13日の政府の国家戦略室コスト検証委員会報告書案によると、2010年時点で天然ガスと石炭火力が約10円／kWhであるのに対して、石油火力は近年の原油高により37円／kWhとソーラー発電並みに高くなった。ちなみに原子力発電コストは天然ガスや石炭火力と同程度の約10円 / kWhである。発電コストに関しては原子力発電の「政府内閣府による試算」の項を参照のこと。
かつては、千住火力発電所のように電力需要の大きな大都市近くに建設される場合が多かったが、送電技術の向上や燃料搬入の利便性、海水を冷却水として使用できること、排煙や騒音問題から住宅地とは離す必要があったことなどから、臨海地区の工場地帯に建設される場合が多い。
また、エネルギー効率が悪く輸送に不便な褐炭のような低質の石炭を使った火力発電では、炭鉱近くに火力発電所が建てられることがあった。これらは「山発電」または「山元発電」と呼ばれる。商品価値の乏しい低質炭を、輸送コストを抑えつつ活用できるため、炭鉱の自家発電に多用されたほか、条件によっては長距離送電を伴う水力発電とのコスト競争力を持てたことから、炭鉱近傍地域の商用電力供給に活用されたが、日本の石炭産業衰退により過去のものとなっている。

### 歴史

#### 日本初の火力発電所
日本初の火力発電所は、東京電燈により、1887年（明治20年）に建設された「第二電燈局」（現：東京都中央区日本橋茅場町）。現在、跡地はビジネスホテル「相鉄フレッサイン 日本橋茅場町」となっている。

#### 石油危機による石油火力発電所の新設禁止
第二次石油危機の発生を受けて、1979年5月に行われた第3回国際エネルギー機関(IEA)閣僚理事会において、「石炭利用拡大に関するIEA宣言」の採択が行われた。この宣言には石油火力発電所の新設禁止が盛りこまれていたため、それ以降日本でも原則として石油（原油）火力発電所を新設することが出来なくなった。そのため、現在建設される火力発電所は、石炭やLNG、あるいはそれらの混合等となっている。
そしてそれ以前に建設されていた石油火力発電所も、石炭またはLNG火力発電への転換が促進された。2010年時点で日本の発電電力量比率は火力発電全体で64％（内訳はLNG28.3％、石炭25.2％に対して石油は10.3％）となっている。

#### 福島第一原子力発電所事故以降の状況
2011年3月の福島第一原子力発電所事故によって、原子力発電所は定期検査後の再稼動がしづらい状況になっているため、原子力発電の不足を補うために老朽化した休止中の石油火力発電所を復活させたり、LNG火力発電所の定期点検時期を延期したり稼働率を上げるなどして石油（原油）やLNGの輸入量を増大させており、全発電量に占める火力発電の割合は75％以上に増えている。
しかし、稼働率の上昇に伴い機器の起動・停止が頻繁になったほか、長時間の連続稼働により、蒸気漏れやタービン不具合など、故障が相次いでいる。
各電力会社では、不足した電力供給量を補うため、ガスタービン発電、ディーゼル発電などの緊急設置電源を新設したり、既存火力発電設備の増出力運用などの対応を行っている。
現在は火力発電所が供給力のほとんどを担っている状況であり、予備供給力も少ないため、電力需要がピークに達している際に60～100万kW級の大型火力が停止したり、本来は軸単位で運転・停止が可能なコンバインドサイクル発電設備が系列全体で停止したりすると、大規模な停電につながる可能性がある。
低炭素社会に対する関心の高まりにより、金融機関が石炭火力発電所の新設や拡張などへの融資を停止する動きが見られる。

## 中国の火力発電所
中華人民共和国では、石炭を燃料とする火力発電所からの電力供給を中心に経済成長を続けており、2010年代においても変わることはない。
石炭火力発電所の稼働は、少なからず粒子状物質の発生源となり、大気汚染の状況を悪化させる。中国政府は、2018年までに2927基の石炭火力発電所を整備、さらに2019年以降も464基の増設を計画している。国外から飛来する粒子状物質の増加が深刻化する韓国側は警戒を強めている。

## アメリカの火力発電所
2016年の米国での電源別発電電力量は天然ガス33％、石炭31％、原子力20%であった。